# Meranda latalis
Meranda latalis är en fjärilsart som beskrevs av Walker 1865. Meranda latalis ingår i släktet Meranda och familjen nattflyn. Inga underarter finns listade i Catalogue of Life.